# Monika Dewald
Monika Dewald, geborene Zielinski, verwitwete Kuno (* 13. November 1943 in Schloßberg, Ostpreußen), ist eine deutsche Langstreckenläuferin, die in den 1980er Jahren zu den Pionierinnen auf den Strecken von 100 km bis zum 24-Stunden-Lauf zählte.

## Leben
Aufgewachsen in Berlin-Johannisthal und Frankfurt am Main, lebt die immer noch aktive Läuferin heute in Offenburg (Ortenaukreis) in Baden-Württemberg.
Mit dem Lauftraining begonnen hatte die einstige Musikstudentin, die in erster Ehe Kuno hieß, 1977 in Bad Waldsee (Landkreis Ravensburg); sie befand sich zu dieser Zeit in der Phase nach der Geburt ihrer drei Töchter. Bereits 1979 lief Kuno im Frankfurter Stadtwald ihren ersten Marathon und siegte (3:25 h). 1981 folgte ihr erster 100-km-Lauf in Biel, bei dem sie als Siegerin sogar den Streckenrekord um 19 Minuten verbesserte (8:26 h). Anfang 1983 errang sie im ersten 100-Meilen-Lauf (160,9 km) allein für Frauen in Waldniel, initiiert von dem deutschen Sportarzt Ernst van Aaken, den zweiten Platz (16:01:33 h). Kurz darauf, bei der Stadioneinweihung in Vogt am 8./9. Juli 1983, stellte sie im 100-km-Bahnlauf eine neue Weltbestzeit auf (8:01:01 h) und unterbot damit die bisherige Bestleistung der US-Amerikanerin Sue Ellen Trapp um 4:27 Minuten. Eine 1990 diagnostizierte chronische Sehnenscheidenentzündung bedeutete für die Spitzenläuferin, die bis dahin Marathon- und Ultramarathon-Pionierinnen wie Sandra Kiddy (1936‒2018), Sigrid Lomsky (* 1942), Liane Winter (1942‒2021) und Helga Backhaus (* 1953) herausgefordert hatte, zunächst für einige Jahre komplett zu pausieren und danach ihre Laufziele den veränderten physischen Voraussetzungen anzupassen.

## Bestzeiten
- 25 km Straße 1:37:38 h, 20.06.1982 Kandel
- Marathon 2:47:51 h, 12.06.1982 Dülmen
- 100 km Straße 8:01:33 h, 28.04.1990 Hanau
- 100 km Bahn 8:01:01 h, 8.07.1983 Vogt
- 24-h-Lauf 227,039 km, 15./16.06.1990 Mittersill
- Gewinnerin des 1. DLV-Straßenlauf-Cups 1982[5]